# Phyllarthrius unicolor
Phyllarthrius unicolor är en skalbaggsart som beskrevs av Hope 1843. Phyllarthrius unicolor ingår i släktet Phyllarthrius och familjen långhorningar.
Artens utbredningsområde är Ghana. Inga underarter finns listade i Catalogue of Life.